# Saab 32 Lansen
Saab A 32 Lansen – (od szw. Lanca) szwedzki dwumiejscowy samolot szturmowy produkowany przez wytwórnię SAAB od 1955 do 1960 roku Szwedzkich Sił Powietrznych (Flygvapnet). Wyprodukowano 450 egzemplarzy w różnych wariantach, do atakowania celów naziemnych i morskich, wersji myśliwskiej i rozpoznawczej. Później przerabiano je na samoloty do holowania celów i jako samolot przeciwdziałania radioelektronicznego ECM. Nie było wersji szkolnej tego samolotu, ale w niektórych egzemplarzach instalowano podstawowe urządzenia sterownicze w drugiej kabinie.

## Historia
W roku 1945 stało się jasne, że przyszłe samoloty bojowe muszą być napędzane silnikami odrzutowymi. Od 1946 na wyposażeniu Szwecji pozostawały brytyjskie samoloty myśliwskie de Havilland Vampire, ale nie było następcy dla bombowca Saab 18. W 1946 rozpoczęto prace nad projektem nowego samolotu, który miał zastąpić wysłużony bombowiec. Początkowo planowano zbudować samolot z dwoma silnikami de Havilland Ghost w konfiguracji latającego skrzydła, ale po serii katastrof podobnych maszyn budowanych w innych krajach zarzucono tę koncepcję.
Koncepcja dotycząca uzbrojenia zakładała zastosowanie czterech 20 mm działek, wewnętrznej wyrzutni pocisków rakietowych kalibru 15–18 cm. Ponadto zakładano możliwość przenoszenia 500 kg bomb lub rakiet podwieszonych pod kadłubem.
W 1948 roku zwyciężyła jednak koncepcja lżejszego, napędzanego jednym silnikiem samolotu. Wymagania postawione projektowanej maszynie oznaczonej jako projekt 1150, zakładały, że ma on być w stanie przenieść z centralnie położonego lotniska, uzbrojenie strzeleckie, rakiety oraz bomby w dowolne miejsce ciągnącej się przez 2000 km szwedzkiej linii brzegowej w czasie krótszym niż godzina w każdych warunkach pogodowych, a także w nocy. W 1949 roku wybrano zwycięski projekt oznaczony jako typ 32 nadając mu nazwę Lansen.
Lansen był pierwszym samolotem zaprojektowanym w Szwecji, do obliczenia którego zastosowano maszyny matematyczne, protoplastów dzisiejszych komputerów. Maszyna miała latać z przyspieszeniami od -3G do +8G, ale mogła wytrzymać przeciążenia od -8G do +12G.
Planowano, że jednostką napędową samolotu będzie szwedzki silnik STAL Dovern (RM 4), ale do prototypów używano silników zagranicznych ze względu na to, że silnik krajowy nie był w tym czasie jeszcze dopracowany. Ostatecznie, z różnych względów, również w egzemplarzach seryjnych używano budowanych na licencji przez Svenska Flygmotor silników Rolls-Royce Avon wyposażonych w dopalacz szwedzkiej produkcji.
Pierwszy prototyp wzbił się w powietrze 3 listopada 1952 roku. Maszyny seryjne stanowiły wyposażenie siedmiu dywizjonów szwedzkiego lotnictwa.

### Oznaczenia Lansenów
- A 32 – Wersja szturmowa (od szwedzkiego Attack)
- J 32 – Wersja myśliwska (od szwedzkiego Jakt)
- S 32 – Wersja rozpoznawcza (od szwedzkiego Spaning)

## Wersje samolotuLansen

### A 32A
Samolot szturmowy przystosowany do atakowania celów naziemnych i morskich. Następca samolotu bombowego Saab B 18, który z kolei został później zastąpiony przez samolot Saab Viggen.

Zbudowano 287 egzemplarzy tej wersji w latach 1955–58. Ostatni A32A został wycofany ze służby w 1978 roku.
Uzbrojenie strzeleckie stanowiły 4 działka Bofors kalibru 20 mm (licencyjna wersja działka Hispano-Suiza Mk V) zamontowane w dziobie maszyny. Wyloty luf były zamykane pokrywami otwieranymi po odbezpieczeniu broni. Ponadto A 32A mógł przenosić dwa przeciwokrętowe pociski rakietowe Saab 304 o zasięgu 20 km lub zasobniki z niekierowanymi pociskami rakietowymi.
Wyposażenie elektroniczne stanowił produkowany na licencji w Szwecji francuski radar PS-431/A. Ponieważ jednak samoloty te działały zazwyczaj w grupach, z powodów ekonomicznych tylko co czwarty samolot był wyposażony w ten radar, reszta maszyn była naprowadzana przez nawigatora z kabiny samolotu z radarem. W pozostałych samolotach załogę stanowił tylko jeden pilot.
Maszyna była napędzana silnikiem RM 5A2 (Rolls-Royce Avon Mk 21/21A) ze szwedzkim dopalaczem.

### S 32C
Samolot rozpoznawczy, który zastąpił maszynę Saab S 18 w roli samolotu rozpoznania morskiego. Wykonywał także misje rozpoznania fotograficznego, w której to roli zastąpił go później Saab Viggen.

Zbudowano 44 maszyny tego typu w latach 1958-59, których używano do roku 1978.
Konstrukcyjnie była to maszyna identyczna z wersją A32A, z której się wywodziła.
Wyposażenie elektroniczne stanowił ten sam radar, co w wersji A 32A, ale o wydłużonym do 100 km w przód i 50 km na boki zasięgu, oznaczony jako PS-432/A. Umożliwiał on także wykonywanie zdjęć obrazu radarowego w celu późniejszej analizy.
Lanseny zostały zastąpione w misjach tego typu najpierw przez samoloty Saab S 29C Tunnan, a później przez Saab S 35E Draken.
Wyposażenie fotograficzne stanowiły cztery brytyjskie kamery, dwie szerokokątne SKa 17 (SKa - SpaningsKamera - kamera rozpoznawcza) o ogniskowej 130 mm do zdjęć z niskiego pułapu i dwie SKa 18 o ogniskowej 920 mm do większych wysokości powyżej 1000 m. Wszystkie kamery były przystosowane do robienia zdjęć nocnych. W celu doświetlenia fotografowanego obiektu samolot mógł przenosić do 12 specjalnych bomb błyskowych o masie 75 kg każda.
Późnej stosowano także inne typy kamer, umieszczonych w gondoli pod dziobem samolotu.

### J 32B
Wersja myśliwska przystosowana do lotów w każdych warunkach pogodowych. Początkowo używany tylko do misji nocnych i podczas złej pogody, ze względu na to, że pozostałe szwedzkie myśliwce nadawały się tylko do lotów w dzień.

Zbudowano 118 egzemplarzy tej wersji w latach 1958-60, używanych do 1973 roku.
Ponieważ początkowo samolot ten był projektowany jako bombowo-szturmowy, nie przewidziano uzbrojenia go w 20 mm działka. Zamiast tego zamontowano 4 działka ADEN kalibru 30 mm w dziobie maszyny, ale bez pokryw wylotów luf jak w wersji A 32A. Po zakończonym locie działka te musiały być przepłukane płynem z detergentami ze względu na silne korozyjne działanie prochu.

Uzbrojenie rakietowe stanowiły pociski klasy powietrze-powietrze Rb-24 będące produkowaną w Szwecji wersją pocisków Sidewinder, oraz pociski rakietowe naprowadzane przy pomocy radaru. Możliwe było montowanie także zasobników z niekierowanymi pociskami rakietowymi kalibru 75 mm.
Wyposażenie elektroniczne stanowił radar, którego wyświetlacz był dostępny także dla pilota, a nie tylko nawigatora jak w innych wersjach Lansenów. Ponadto zamontowano celownik refleksyjny Sikte 6A, do naprowadzania broni na cele naziemne i powietrzne, na którym wyświetlano informacje z sensorów podczerwieni umieszczonych pod lewym skrzydłem, umożliwiając przeprowadzenie ataku bez kontaktu optycznego z celem.
Ponieważ był to samolot myśliwski wyposażono go w mocniejsze silniki Svenska Flygmotor RM 6A (Rolls-Royce Avon Mk 47A), niż w innych wersjach, a co za tym idzie konieczne było powiększenie wlotów powietrza i zastosowanie innej dyszy wylotowej.

### J 32D
Wersja przystosowana do holowania celów powietrznych używana do 1997 roku. Do tej wersji zmodyfikowano 6 egzemplarzy samolotu J 32B.

### J 32E
Samolot przeciwdziałania radioelektronicznego (ECM) i szkolenia w zakresie ECM, używany do 1997 roku. Zmodyfikowano do tej wersji 15 egzemplarzy J 32B.

Modyfikacja polegała na zastąpieniu radaru w dziobie samolotu urządzeniami zakłócającymi G 24 w jednej z trzech wersji na pasma L, S lub C, stosowanymi do walki elektronicznej z radarami naziemnymi i na jednostkach pływających. Ponadto stosowano zasobniki podwieszane Adrian (pracujący w pasmach S i C) i Pertus na pasmo X przeciw radarom lotniczym.

## Inne wersje rozwojowe

### J 32AD
W 1953 planowano skonstruowanie dziennego myśliwca mającego zastąpić samolot J 29 Tunnan zanim zostanie wprowadzony J 35 Draken. Planowana wersja, oznaczona jako J 32AD (Dag - dzienny), miała być lżejsza, jednomiejscowa wyposażona w 4 działka kalibru 20 mm i jedno 30 mm działko na dziobie. Radar nie był przewidziany. Przewidziano również zastosowanie różnego rodzaju pocisków rakietowych.
Nigdy nie zbudowano samolotów w tej wersji, a zamiast nich zakupiono 120 egzemplarzy samolotów Hawker Hunter.

### J 32U
Kolejna wersja myśliwska o znacznie lepszych osiągach, niż J 32B, planowana w 1954 roku. Oznaczony jako J 32U (U - Utveckling, rozwojowy) samolot wyposażono w mocniejsze silniki Rolls-Royce RA 19R. W celu zapewnienia większej zwrotności przy prędkościach naddźwiękowych zastosowano cieńsze o 6% skrzydła i powierzchnie sterowe. Zmieniono też skos skrzydeł z 35 na 40°. Rozważano również zastosowanie dodatkowego silnika rakietowego.